# Rencontres africaines de la photographie
Rencontres africaines de la photographie, také známé jako Fotobiennale Bamako nebo Setkání v Bamaku je akce organizovaná každé dva roky v Bamaku v Mali od roku 1994 na podporu afrických umělců v oblasti současné africké fotografie.
Tato událost se etablovala jako důležitá součást malajských a afrických kulturních událostech.

## Historie

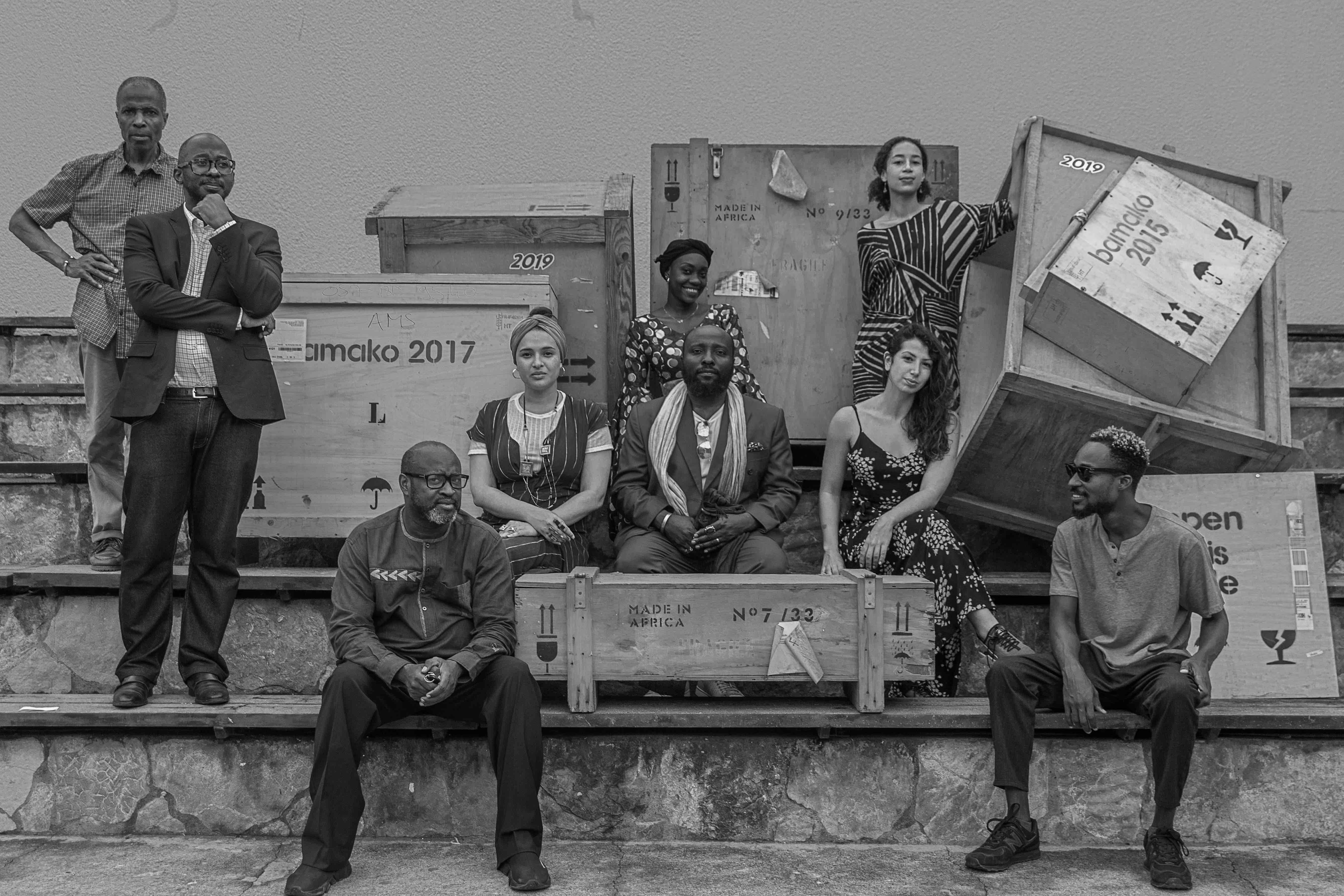
Oficiální snímek z fotografického bienále v Bamaku

Během Rencontres africaines de la photographie se konají výstavy současných fotografů a retrospektiv na různých kulturních místech hlavního města, jako je Národní muzeum v Mali, Národní knihovna v Mali, památník Modibo Keita nebo Okresní muzeum. Kromě toho se zde konají konference a promítají filmy. Od roku 2004 se akce koná pod záštitou Afrického domu fotografie, založeného za účelem zvládnutí rostoucího úspěchu bienále a za výrazné finanční podpory Francie (prostřednictvím operátora CulturesFrance) a Evropské unie.
Africká fotografická setkání pomohla odhalit skvělé africké fotografy, jako jsou malijský umělec Seydou Keita nebo Malick Sidibé.
Během schůzek se udělují různé ceny, mimo jiné :
- Cena Seydou-Keity, která je nejdůležitější cenou udělovanou během setkání v Bamaku ministerstvem kultury v Mali (dotace: 3000 €).
- Cena Evropské unie, která vybírá nejlepší novinářské nebo reportážní fotografické práce, pro fotografa ze země v Africe, Karibiku nebo Tichomoří (dotace: 3000 €).
- Cena poroty, kterou uděluje fotografovi za „coup de cœur“ („srdeční záběr“) Francouzský institut (dotace : 2000 €).
- Cena Organisation internationale de la francophonie (Mezinárodní frankofonní organizace OIF), která se uděluje nejlepšímu frankofonnímu fotografovi (dotace: 1500 €).
- Cena Casa Africa, která oceňuje fotografa pobývajícího v Africe (dotace: vydání monografie, vydání specializované sbírky, samostatná výstava v Las Palmas (Kanárské ostrovy) a itineráře).
- Cena Nadace Blachère na počest Goddy Leye, která odměňuje práci mladého kameramana (dotace: 1 500 euro, doprovázeno pobytem ve francouzském Aptu, po kterém následuje skupinová výstava).

## Ročník 2001
- Tidiani Shitou, nigerijský fotograf nejznámější svými průkopnickými fotografiemi jorubských oslav a portréty dvojníků v Nigérii

## Ročník 2003
- Kurátorem německých autorů a příspěvků byl Akinbode Akinbiyi

## Ročník 2005
Šestý ročník Setkání africké fotografie se konal v listopadu 2005 na téma „Jiný svět“.
- Cena Seydou Keity: Rana El Nemr (Egypt)
- Cena Coup de cœur Accor: Mamadou Konaté (Mali)
- Cena AFAA – Afrique en création: Fatoumata Diabaté
- Cena Evropské unie: Zohra Bensemra (Alžírsko)
- Cena Mezivládní frankofonní agentury (AIF) pro nejlepšího mladého frankofonního fotografa : Ulricha-Rodneyho Mahoungoua (Konžská republika)
- Cena Élan Francouzské rozvojové agentury v Uchechukwu James Iroha (Nigérie)
- Zvláštní cena poroty: Mikheal Subotzky (Jihoafrická republika)

Porota vzdala poctu Ranjithovi Kallymu (Jihoafrická republika) za veškerou jeho práci.
Výstavy:
- James Iroha Uchechukwu: Un autre monde / Another World

## Ročník 2007
Sedmý ročník setkání afrických fotografií se konal od 24. listopadu do 23. prosince 2007 na téma „Ve městě i mimo něj„. Pocta byla věnována dvěma fotografům, kteří zemřeli v roce 2006, Guyanovi Sergejovi Jongué a madagaskarskému umělci Armandu Sethovi Maksimovi. Retrospektiva byla věnována kamerunskému fotografovi Samuelovi Fosso.
- Cena Seydou Keity Calvinovi Dondovi (Zimbabwe).
- Cena Mezinárodní frankofonní organizace: Saïdou Dicko (Burkina Faso).
- Cena Evropské unie: Aida Muluneh (Etiopie).
- Cena l'image nadace Blachère: Amal Kenawy (Egypt).
- Cena Afrique en création: Sammy Baloji (Demokratická republika Kongo)
- Cena Coup de pouce de l'AFD: Mohamedovi Camarovi (Mali)
- Cena poroty: Lolo Veleko (Jihoafrická republika)

## Ročník 2009
Osmý ročník Setkání africké fotografie bylo téma “Hranice“. Bienále proběhlo od 7. listopadu do 7. prosince 2009. Byly předány následující ceny:
- Cena Seydou Keity: Uche Okpa Iroha (Nigérie)
- Cena mezinárodní frankofonní organizace: Guy Wouete (Kamerun)
- Cena Evropské unie: Jodie Bieber (Jihoafrická republika)
- Cena Elan de l'AFD: Salif Traoré (Mali)
- Cena poroty: Berry Bickle (Mosambik-Zimbabwe) a Abdoulaye Barry (Čad)
- Cena Casa Africa – Ze španělské spolupráce: Zanele Muholiová (Jihoafrická republika)
- Cena „Mladý talent, Bolloré Africa Logistics“: Baudouin Mouanda (Kongo-Brazzaville)

## Ročník 2011
Během devátého ročníku, který měl téma „Pro udržitelný svět“, byly uděleny následující ceny:
- Cena Seydou Keity: Pieter Hugo (Jihoafrická republika)
- Cena mezinárodní frankofonní organizace: Khalil Nemmaoui (Maroko)
- Cena Evropské unie: Nyaba Léon Ouédraogo (Burkina-Faso) a Nyani Quarmyne (Ghana)
- Cena poroty: Jehad Nga (Libye)
- Cena „Casa Africa“, španělské spolupráce: Élise Fitté Duval (Martinik)[6]
- Cena  l'image nadace Blachère: Khaled Hafez (Egypt)

## Ročník 2013
Deváté setkání roku 2013 bylo zrušeno z bezpečnostních důvodů kvůli válce v Mali.

## Ročník 2015
Desáté bienále se konalo ve dnech 31. října až 31. prosince 2015 a jeho tématem bylo Telling Time. Ředitelem se stal Bisi Silva s přidruženými kurátory Antawanem I. Byrdem a Yvesem Chatapem.
Bienále obsahovalo díla umělců jako například: Moussy Kalapo (La Métaphore du Temps, Metafora času), fotografka Lebohang Kganye, Uche Okpa-Iroha, Nyani Quarmyne (dokumentární zpráva o malajských uprchlících v Mauritánii) a Nassim Rouchiche (portréty subsaharských migrantů uvízlých v Alžírsku).
Tento ročník byl poznamenán útokem na hotel Radisson Blu v Bamaku.

## Ročník 2017
Jedenácté bienále se konalo od 2. prosince 2017 do 31. ledna 2018. Čestným hostem festivalu byl ghanský fotograf James Barnor a senegalský spisovatel Felwine Sarr, který získal cenu za knížku esejí Afrotopia.

## Ročník 2019
Kurátorem byl Igo Diarra, ředitel galerie Bamako La Médina, a místo uměleckého ředitele zastával kamerunský Bonaventure Soh Bejeng Ndikung, zakladatel uměleckého centra Savvy v Berlíně. U příležitosti 25. výročí Rencontres de Bamako bylo na jedenácti místech ve městě vystavováno 85 umělců a kolektivů. Vystavovala zde například první ghanská profesionální fotografka Felicia Abbanová.